# Brown Album
Brown Album è il quinto album in studio del gruppo statunitense Primus, pubblicato nel 1997 dalla Interscope Records.
I singoli estratti da questo album sono Shake Hands with Beef e Over the Falls.

## Tracce
Testi e musiche di Les Claypool, Larry LaLonde e Bryan Mantia, eccetto dove indicato.
1. The Return of Sathington Willoughby – 5:04 (Claypool)
2. Fisticuffs – 4:25
3. Golden Boy – 3:05
4. Over the Falls – 2:42
5. Shake Hands with Beef – 4:02
6. Camelback Cinema – 4:00
7. Hats Off – 1:57 (Claypool)
8. Puddin' Taine – 3:38
9. Bob's Party Time Lounge – 4:43
10. Duchess and the Proverbial Mind Spread – 3:30
11. Restin' Bones – 4:29
12. Coddingtown – 2:52
13. Kalamazoo – 3:31
14. The Chastising of Renegade – 5:04
15. Arnie – 3:54

## Formazione
- Les Claypool - voce, basso
- Larry LaLonde - chitarra
- Bryan Mantia - batteria